# Gmina Sæby
Gmina Sæby (duń. Sæby Kommune) - istniejąca w latach 1970–2006 gmina w Danii w  okręgu północnej Jutlandii (Nordjyllands Amt). Siedzibą władz gminy było miasto Sæby. Gmina Sæby została utworzona 1 kwietnia 1970 na mocy reformy podziału administracyjnego Danii. 
Po kolejnej reformie administracyjnej w roku 2007 weszła w skład nowej gminy Frederikshavn.

## Dane liczbowe
- Liczba ludności: (♀ 9110 + ♂ 8911) = 18 021
  - wiek 0-6: 7,8 %
  - wiek 7-16: 14,0 %
  - wiek 17-66: 62,7 %
  - wiek 67+: 15,6 %
- zagęszczenie ludności: 55,3 osób/km²
- bezrobocie: 5,9 % osób w wieku 17-66 lat
- cudzoziemcy z UE, Skandynawii i USA: 114 na 10 000 osób
- cudzoziemcy z krajów Trzeciego Świata: 145 na 10 000 osób
- liczba szkół podstawowych: 7 (liczba klas: 108)